# マニプリ

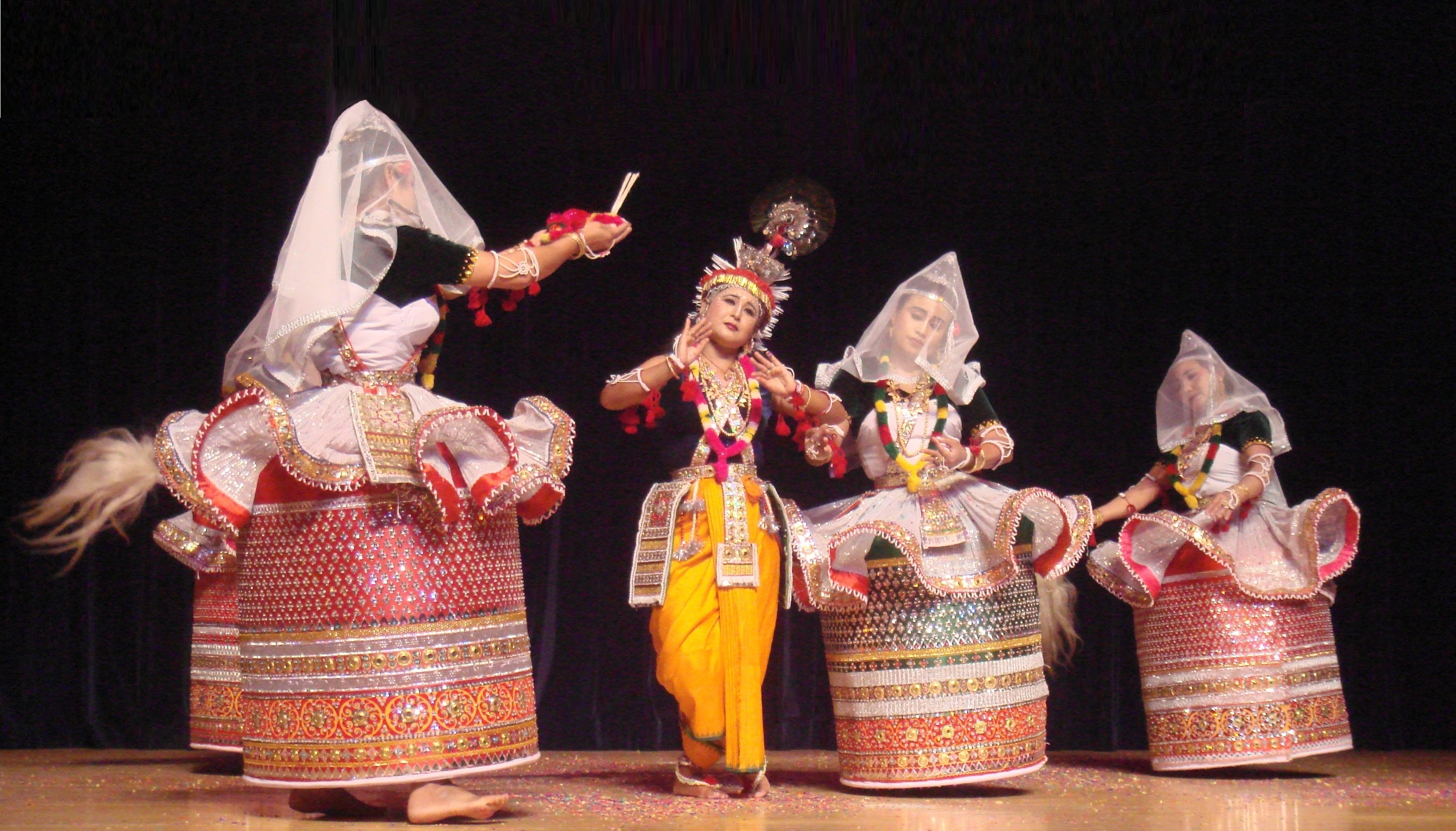
広く信仰されているヒンドゥー教の神クリシュナとその恋人ラーダーと牛飼い達に扮して踊るマニプリ。

マニプリ（英語: Manipuri、マニプリ語: Jagoi Raas, Raas Jagoi）とは18世紀のマニプル王国の王、バギャチャンドラによって創作されたインド古典舞踊のひとつである。インド北東部のマニプル州で発展を遂げたヒンドゥー教ヴィシュヌ派に根差した舞踊であり、主にジャゴイ（円形の動き）、チョロム（雄叫び）、フェン・ラングロン（インド武術のひとつ）の動きで構成されている。
マニプリはマニプル語で宝石を意味する語源の通り、乱反射する鏡や宝石を散りばめた円筒形の特徴的なスカートを身に着けた牛飼いたちとラーダー役の女性ダンサーと孔雀の羽や花飾りなどを身に着けたクリシュナ役の女性ダンサーがヴィシュヌの詩歌に合わせて華美に踊る舞踊である。
バラタナティヤム、カタック、カタカリと並ぶ4大インド古典舞踊のひとつとされているが、オディシを含めた5つに分類しているものや、クチプディ、サットリヤ、モヒニアッタムを含めた8大インド古典舞踊として言及する場合もある。インド政府文化省は、さらにチョウを加えた9つの舞踊をインドの文化として取り上げている。ノーベル文学賞を受賞したインドの詩人ラビンドラナート・タゴールによって紹介され、世界的に知られるようになった。

## 歴史
マニプリのルーツは他のインド古典舞踊同様、バラタ・ムニによって3世紀ごろに執筆されたとされているサンスクリット語の演劇論書『ナーティヤ・シャーストラ』にあるとされている。『ナーティヤ・シャーストラ』で規定された楽理体系や舞踊理論などが、口伝によって受け継がれるにつれてマニプル州で受け継がれてきた文化形態の影響を受けながら、独自の古典舞踊として進化していった。18世紀初頭にマニプリ語で記述された『Bamon Khunthok(バラモンの移動)』によって初めてマニプルの古典舞踊についての言及がなされた。『Bamon Khunthok』によれば15世紀、マニプルの王によってヴィシュヌ派の教義が取り込まれ、1704年、ピタンバル・チャライロンバによってヴィシュヌ派の教義はマニプル王国の国教として宣言された。その後、ガリブ・ニワズによって、ヒンドゥー教の神であるクリシュナを崇拝するための宗教的なパフォーマンス（歌や踊り）にチャイタニヤの表現手法が取り込まれた。
その後、バギャチャンドラによってマニプリ王国の踊りの様式が記録・体系化され、マニプリとして確立されることとなった。また、バギャチャンドラはラスリラと呼ばれるラーダーとクリシュナの物語をテーマとした舞踊を作曲し、クミルと呼ばれる円筒形の特徴的なスカートのデザインを行った。その他、インド舞踊の基礎技術を綴った『Govinda Sangeet Lila Vilasa』を製作したのもバギャチャンドラではないかとされており、マニプリの形成と発展に重要な足跡を残した。
1891年、マニプル王国はイギリス帝国の植民地として併合され、マニプリは他のヒンドゥー教の宗教的パフォーマンス同様、無知で不道徳なものという扱いを受け、迫害を受けるようになった。マニプリの踊りと歌はインパールのシュリー・ゴビンダジー寺院などの寺院にてかろうじて保護された。こうした文化的差別はインド独立運動を行っていた活動家らによって解放されることとなった。1919年、マニプリの舞踊を観劇し感銘をうけたラビンドラナート・タゴールはサンティニケタンにあるインド文化研究センターにマニプリの踊り手を職員として迎え入れ、後進に指導させることでマニプリの振興と普及を図った。